# La Tulipe noire (série télévisée d'animation)
Pour les articles homonymes, voir La Tulipe noire.
La Tulipe noire (ラ・セーヌの星, Ra Sēnu no Hoshi, littéralement L'Étoile de la Seine) est une série télévisée japonaise d'animation en 39 épisodes produite en 1975.
En France, la série animée a été diffusée à partir du 17 juillet 1989 sur La Cinq.

## Synopsis
Dans la France du XVIIIe siècle, deux justiciers masqués connus sous les noms de la « Tulipe noire » et de l'« Épée de la liberté » se consacrent à la défense des faibles face à la tyrannie des aristocrates s'affrontant au nom du pouvoir.

## Personnages
- Mathilde Pasquier (シモーヌ・ロラン, Shimōnu Roran, soit "Simone Laurent"?) / l'Épée de la liberté (ラ・セーヌの星, Ra Sēnu no Hoshi?) :
- François de Vaudreuil (ロベール・ド・フォルジュ, Robēru do Foruju, soit "Robert de Forge"?) / la Tulipe noire (黒いチューリップ, Kuroi Chūrippu?) :

## Épisodes
| No | Titre français                    | Titre japonais             | Titre japonais                          | Date de 1re diffusion |
| No | Titre français                    | Kanji                      | Rōmaji                                  | Date de 1re diffusion |
| -- | --------------------------------- | -------------------------- | --------------------------------------- | --------------------- |
| 1  | Le retour de Marie-Antoinette     | 風の中の少女               | Kaze no naka no shōjo                   | 4 avril 1975          |
| 2  | Rencontre importante              | ベルサイユへの道           | Berusaiyu e no michi                    |                       |
| 3  | Les mystérieuses leçons d'escrime | 謎のフェンシング           | Nazo no fenshingu                       |                       |
| 4  | Des roses noires pour la reine    | サン・ファの黒バラ         | San Fa no kuro bara                     |                       |
| 5  | L'Épée de la liberté              | ラ・セーヌの星誕生         | Ra Sēnu no Hoshi tanjō                  |                       |
| 6  | Le nouveau monde                  | さようならミラン           | Sayōnara Miran                          |                       |
| 7  | Le secret de Mathilde             | シモーヌの秘密             | Shimone no himitsu                      |                       |
| 8  | La dernière course                | ベルサイユの美女           | Berusaiyu no bijo                       |                       |
| 9  | Deux amies fidèles                | 哀しくて美しい友           | Kanashikute utsukushī tomo              |                       |
| 10 | Le complot du Comte de Clairmont  | クロジェールの黒い罠       | Kurojēru no kuroi wana                  |                       |
| 11 | La cour des miracles              | オルゴールの秘密           | Orugōru no himitsu                      |                       |
| 12 | Mélodie perdue                    | 消え去ったメロディ         | Kiesatta merodi                         |                       |
| 13 | Surprise à minuit                 | ベルサイユの舞踏会         | Berusaiyu no butōkai                    |                       |
| 14 | Le traître                        | 十字架の愛にかけた剣       | Kurusu no ai ni kaketa tsurugi          |                       |
| 15 | Une montgolfière à Paris          | 飛べよ気球パリの空へ       | Tobeyo kikyū Pari no sora e             |                       |
| 16 | Le faux archevêque                | 花祭りの聖少女             | Hanamatsuri no seishōjo                 |                       |
| 17 | Le secret de Montesquieu          | 消えたパンの秘密           | Kieta pan no himitsu                    |                       |
| 18 | Le retour de la Tulipe noire      | アルプスの老騎士           | Arupusu no rōkishi                      |                       |
| 19 | Fine lame et pianiste             | 愛のシンフォニー《パリ》   | Ai no shinfonī « Pari »                 |                       |
| 20 | Le concert                        | 愛のパリ交響曲《第２楽章》 | Ai no Pari kōkyōkyoku « dai 2 gakushō » |                       |
| 21 | Trafic d'or                       | 国境に燃えたサファーデ     | Kokkyō ni moeta Safāde                  |                       |
| 22 | Déserteur par amour               | 生命ある限り               | Inochi aru kagiri                       |                       |
| 23 | La flèche de Cupidon              | 天使の黒い矢               | Tenshi no kuroi ya                      |                       |
| 24 | Démasquée !                       | 落ちた仮面                 | Ochita kamen                            |                       |
| 25 | Les dahlias rouges                | コルシカの赤い花           | Korushika no akai hana                  |                       |
| 26 | Le retour de François             | 帰って来たロベール         | Kaettekita Robēru                       |                       |
| 27 | Le faux duc d'Orléans             | 二人のオルレアン           | Futari no Orurean                       |                       |
| 28 | Un vent de révolte                | 懐しのミラン               | Natsukashi no Miran                     |                       |
| 29 | La lutte pour la liberté          | 自由へのたたかい           | Jiyū eno tatakai                        |                       |
| 30 | L'insurrection                    | 議会への挑戦               | Gikai eno chōsen                        |                       |
| 31 | La prise de la Bastille           | 燃えるバスチーユ           | Moeru Basuchīyu                         |                       |
| 32 | Intrigue au palais                | 予期せぬ罠                 | Yokisenu wana                           |                       |
| 33 | Souvenirs d'enfance               | 王妃マリーの孤独           | Ōhi Mari no kodoku                      |                       |
| 34 | Liens de sang                     | 嵐の中の真実               | Arashi no naka no shinjitsu             |                       |
| 35 | La marche sur Versailles          | ベルサイユの危機           | Berusaiyu no kiki                       |                       |
| 36 | La victoire du peuple             | 運命の信任状               | Unmei no shinninjyō                     |                       |
| 37 | Vers la liberté                   | 明日なき逃亡               | Asu naki tōbō                           |                       |
| 38 | Amour et orgueil                  | 愛と誇り                   | Ai to hokori                            |                       |
| 39 | Une famille pour Mathilde         | さらばパリ                 | Saraba Pari                             | 26 décembre 1975      |

## Fiche technique
- Auteur : MK (Mitsuru Kaneko)
- Directeur principal: Masaaki Ōsumi (épisodes 1-26)
- Directeur assistant : Satoshi Dezaki (épisodes 1-26)
- Réalisateur général : Masaaki Ōsumi (épisodes 27-39)
- Réalisateur : Yoshiyuki Tomino (épisodes 27-39)
- Scénaristes : Soji Yoshikawa, Man Majima
- Character Design: Akio Sugino
- Directeurs d'animation: Mitsuo Shindō, Hisashi Sakaguchi
- Musique : Shunsuke Kikuchi
  - Générique de début : La Seine no Hoshi (ラ・セーヌの星), par Arlène Tempier et la Columbia Yurikago-kai (chœurs d'enfants)
  - Générique de fin : Watashi wa Simone (私はシモーヌ), par Arlène Tempier et la Columbia Yurikago-kai
    - Musique (composition et arrangements) : Shunsuke Kikuchi
    - Paroles de Kougo Hitomi
- Studio d'animation : Sunrise, UNIMAX

## Voix françaises
- Stéphanie Murat : Mathilde Pasquier / l'Épée de la liberté
- Anne Kerylen : Marie-Antoinette
- Jackie Berger : Mathieu (1re voix)
- Odile Schmitt : Mathieu (2e voix)
- Maurice Decoster : Florent / Paul, le père de Mathilde
- Stéphane Bazin : François de Vaudreuil / la Tulipe noire / Louis XVI (épisode 27)
- Jean-Claude Robbe : Louis XVI
- Pierre Fromont : Narrateur / Lieutenant Gaspard / le comte de Vaudreuil / le comte de Clermont
- Guylaine Gibert : Michèle / Marie-Thérèse
- Brigitte Lecordier : Louis-Charles
- Jacques Feyel : Axel de Fersen
- Marie Martine : Adélaïde, la mère de Mathilde
- Michel Vocoret : M. Dumora
- Alain Louis : voix additionnelles
- Laurent Hilling : voix additionnelles
- Thierry Bourdon : Léo (ép.#25) / St-Just (ép.#38)

## Autour de la série
- Pour voir la série en entier en France, il a fallu attendre le mois de mars 1990, durant lequel les derniers épisodes ont été diffusés sur La Cinq.
- L'instrumental du générique français de la série provient du générique italien de Sous le signe des Mousquetaires (1987-1989).
- La série est une adaptation du film de Christian-Jacque (1964).
- Le générique japonais de la série a d'abord été chantée par Mitsuko Horie, puis par une voix française, Arlène Tempier.